# Camarillo
Camarillo ist eine Stadt im Ventura County im US-Bundesstaat Kalifornien. Das U.S. Census Bureau hat bei der Volkszählung 2020 eine Einwohnerzahl von 70.741 ermittelt.
Den Namen verdankt die Stadt dem Großgrundbesitzer Adolfo Camarillo, der um etwa 1850 seinen Besitz erfolgreich gegen angloamerikanische Neuankömmlinge verteidigte. Über die U.S. Route 101 aus Los Angeles Richtung Norden ist Camarillo innerhalb von 40 Minuten Fahrzeit zu erreichen – Abfahrt „Carmen“ – oder innerhalb von 60 Minuten von Santa Barbara über die U.S. Route 101 Richtung Süden – Abfahrt „Las Posas“.
Bekannt ist Camarillo in Südkalifornien vor allem bei wohlhabenden Menschen für den Golfclub „Spanish Hills“, ein Golfplatz mitten in der gleichnamigen Luxuswohngegend. In Camarillo liegt außerdem die „Outlet City“.
Seit 1939 befindet sich in Camarillo das Saint-John's-Priesterseminar des Erzbistums Los Angeles.
Am 6. November 2024 breitete sich der Waldbrand Mountain Fire binnen weniger Stunden auf mehr als 40 km² aus und zerstörte mehrere Häuser der Stadt.

## Söhne und Töchter der Stadt
- Bob Bryan (* 1978), Tennisspieler
- Mike Bryan (* 1978), Tennisspieler
- Marin Ireland (* 1979), Schauspielerin
- Ashley Johnson (* 1983), Schauspielerin
- Chad Power (* 1984), Kinderdarsteller
- Kaley Cuoco (* 1985), Schauspielerin
- Rachel Grate (* 1986), Schauspielerin
- Cody Kasch (* 1987), Schauspieler und Musiker
- Nico Young (* 2002), Langstreckenläufer